# Skin, la beauté à tout prix
Pour les articles homonymes, voir skin.
Skin, la beauté à tout prix est un manga de Kōji Hayashi et Kunihiko Nakai.